# Arrancapins
Arrancapins (en español Arrancapinos) es un barrio de la ciudad de Valencia (España), perteneciente al distrito de Extramurs. Está situado en el centro de la ciudad y limita al norte con La Petxina, al este con La Roqueta y Ruzafa, al sur con La Raiosa y al oeste con Patraix. Su población en 2022 era de 22.491 habitantes.

## Descripción

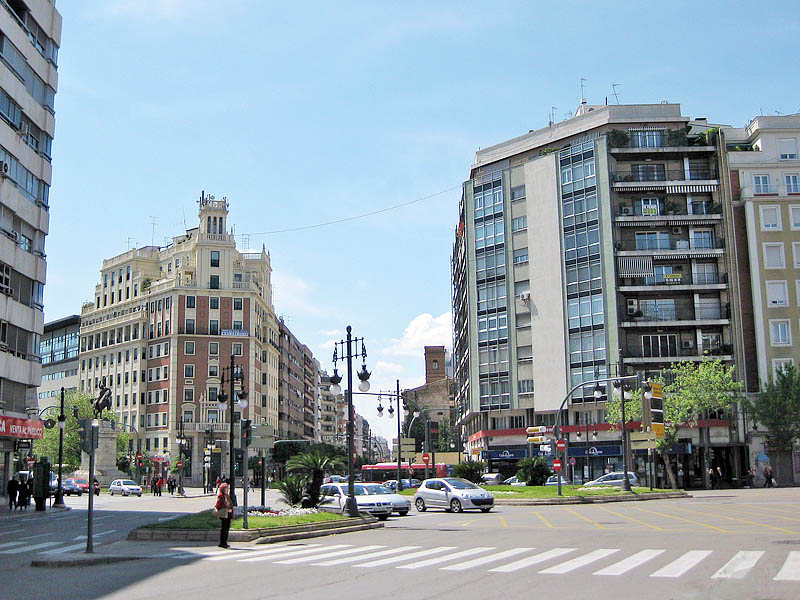
La plaza de España en Arrancapins.

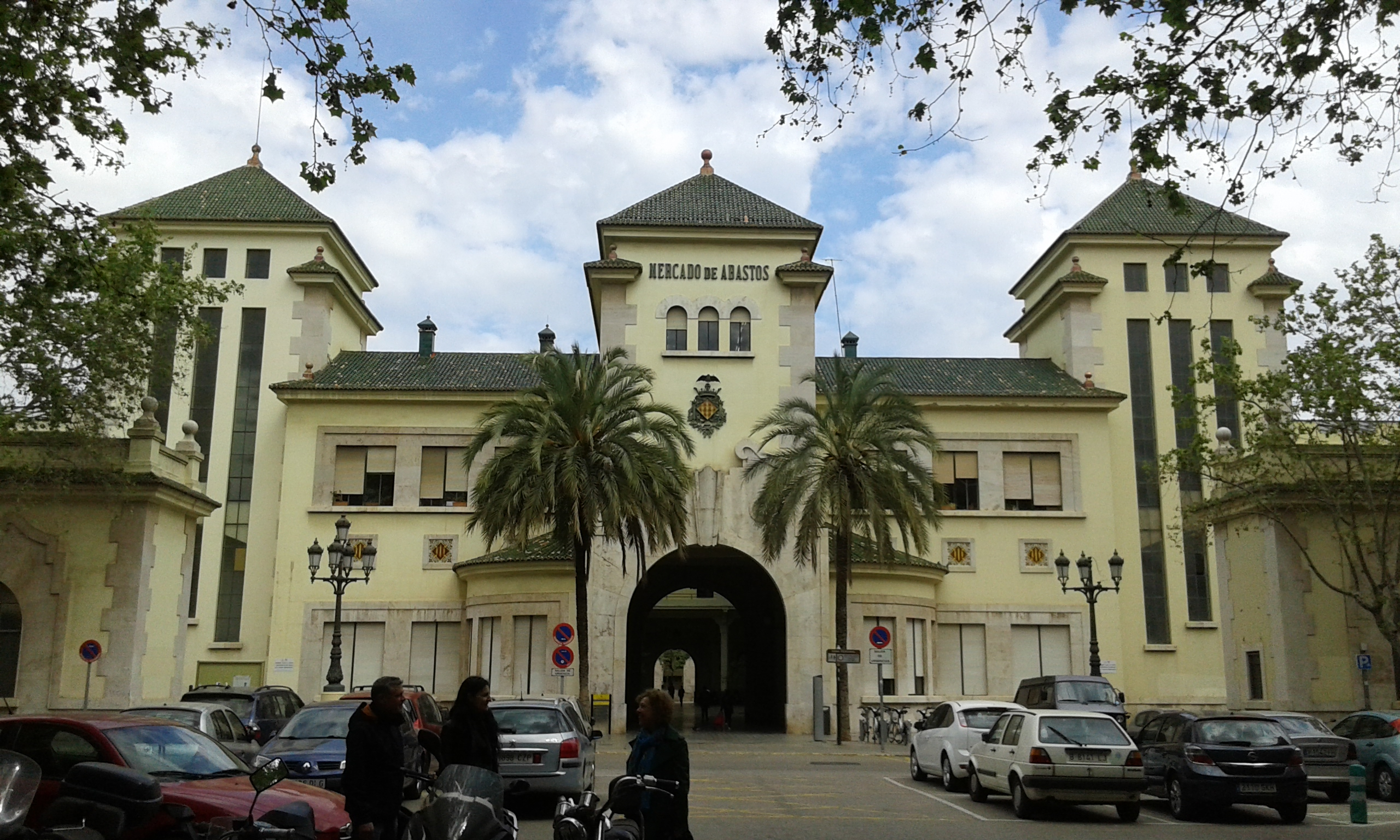
El antiguo Mercado de Abastos de Valencia, hoy en día contiene una biblioteca pública, un instituto y una comisaría de la Policía Nacional.

Sin ser demasiado ostentoso, se trata de un barrio con edificios señoriales, uno de los barrios de siempre, que vivió su esplendor y hoy conserva ese encanto de la forma más discreta posible.
Una de las mayores ventajas que tiene este distrito es la vida que hay en él. Se trata de un lugar donde siempre hay gente por la calle. Y si Valencia siempre ha destacado por una enorme vida en la calle, el barrio de Arrancapins es un ejemplo de ello.
La Finca Roja, todo un símbolo de Valencia para vivir en Arrancapins
El caso es que, en esta zona, existen todo tipo de lugares de ocio que siempre están transitados. Desde los bares más míticos a restaurantes que son verdaderas joyas gastronómicas.
En los últimos años, los restaurantes han crecido en esta zona. Sin llegar a tener el ajetreo y la oferta gastronómica que tiene Ruzafa, en Arrancapins encontramos lugares verdaderamente asequibles y deliciosos. Además, puedes salir a tomar una copa por sus pubs. Sitios tranquilos y modernos, bares de salsa y garitos roqueros. Todo con la tranquilidad que aporta la discreción.